# 葛井藤子
葛井藤子，日本第五十一代平城天皇宮人，正五位下葛井道依之女。生阿保親王（在原行平、在原業平之父）。仁明天皇即位時，敘從五位下。

## 來源
大日本史 （页面存档备份，存于）